# Коньяалти
Коньяалти — район у провінції Анталья в Туреччині.
Розташований на захід від центру міста Анталья, прибережна зона є фактично передмістям. Площа району складає 546 км², а лінія узбережжя — 7,5 км.
Населення району складає понад 182 тисячі осіб станом на 2018 рік.
На території району розташовані порт Анталії та університет Акденіз, Національний парк Олімпос-Бейдалари, долина Богачай.
На заході межує з районом Куркутелі, на південному заході — з Кумлуджою, на півдні з Кемером, на сході та півночі — з міськими районами Анталії Дешемеалти, Кепез і Муратпаша.
Район є побратимом міста Барановичі в Білорусі.

## Історія
Регіон був заселений з античної епохи чи раніше. В античні часи тут проходила межа між північно-східними територіями Лікії, південною Пісідією та західною Памфілією. На території району виявлені городища й поселення Требенна, Типаллія, Кельбессос, Онобара, замок Чандір (тур. Çandır Kalesi). У III-I століттях до н. е. та на початку нової ери ці поселення переважно перебували під контролем міста Термессос.